# Équipe de France de beach soccer en 2010
Maillots
En 2010, l'équipe de France de beach soccer joue les traditionnelles Coupe et le Championnat d'Europe ainsi que les éliminatoires de la Coupe du monde 2011.
Après avoir terminé le tournoi d'exhibition Festisable à La Réunion à la seconde place, les Bleus échoue lors dès le premier tour Coupe d'Europe avant de remporter le match pour la septième place. La sélection tricolore perd ensuite ses six matchs de Championnat d'Europe et doit disputer le tournoi de promotion. Entre-temps, les éliminatoires pour la Coupe du monde 2011 ont lieu et la France sort facilement de son groupe avant de perdre sa qualification en huitième de finale. Lors de la Superfinale européenne, que les Bleus doivent remporter pour se maintenir, ils perdent en finale et son relégué en Division B pour l'année 2011. À la suite de ses déboires, Éric Cantona quitte son poste de sélectionneur.
Cette année marque une transition dans l'effectif après l'arrêt de plusieurs cadres. Il s'agit aussi de la dernière année de Noël Sciortino. On voit aussi l'émergence de nouveaux joueurs comme les anciens footballeurs professionnels, Mickaël Pagis, Sébastien Hamel et Jean-Christophe Devaux, et de futurs joueurs importants dans le futur, Anthony Fayos et Julien Soares.

## Résumé de la saison
Avec l'arrêt de plusieurs cadres, le groupe France est renouvelé de moitié en 2010. Les nouveaux joueurs cadres sont Stéphane François, le capitaine, Jérémy Basquaise, Sébastien Maté, Thierry Ottavy ou encore Anthony Mendy et Giovanny Basquaise.
La saison 2010 de l'équipe de France de beach soccer débute par la troisième édition du tournoi Festisable mi-mai 2010 au Tampon à La Réunion. Après un match amical contre la sélection locale remporté 8-5,, les Bleus peinent à battre Madagascar (5-5 tab 6-5). La France bat de nouveau la sélection réunionnaise dans le cadre de la compétition cette fois-ci (6-3) avant de perdre et de laisser la victoire du tournoi à l'Espagne (3-5).
Lors de la Coupe d'Europe 2010, les Bleus s'inclinent dès leur entrée en lice en quart de finale contre la Russie, pour leur plus lourd revers de l'année (2-8). En demi-finale de classement, la sélection Tricolore s'incline contre la Pologne (5-7). Dans le match pour la septième place, la France l'emporte face à la Hongrie (7-5). Presque la moitié du groupe effectue alors ses premiers pas sous le maillot bleu, comme l'ancien gardien de football professionnel Sébastien Hamel.
Fin juin 2010, la France est la septième nation de beach soccer au classement mondial, absente du podium depuis alors trois années. L'équipe de France de beach soccer participe ensuite à sa première étape de l'année de l'Euro Beach Soccer League 2010. La compétition regroupe sept nations sur les plages du Prado à Marseille. Le second premier entre la France d'Éric Cantona, avec beaucoup de nouveaux visages, et la Pologne ne satisfait pas les fans locaux avec une défaite 3-2. La seconde rencontre, contre l'Espagne, est plus serrée avec une défaite par 5 buts à 4 après prolongation. Lors du dernier match, contre le Portugal, l'inexpérience française coûte à nouveau la victoire (3-6) et les Tricolores n'obtiennent aucun point en trois matches à domicile.
Quelques joueurs plus tard, début juillet en Italie pour leur seconde étape de l'EBSL, les Bleus joue la Suisse pour une nouvelle défaite (5-1) ruinant leurs espoirs de qualification pour la superfinale. La France retrouve ensuite le Portugal, qui bat les Tricolores 8-5 avec un quadruplé de Madjer. Avec ce score, la France est à zéro point après cinq matchs, rendant impossible la qualification pour la phase finale. Dans le dernier match, l'Italie gagne par 5 buts à 3. Avec zéro points, la France termine dernière de Division A et est reversée en Finale de promotion.
Les Bleus disputent les éliminatoires du Mondiale 2011 mi-juillet à Bibione en Italie. Éric Cantona retient des joueurs de Ligue 1 : Sébastien Hamel, Mickaël Pagis, Frédéric Mendy et Jean-Christophe Devaux,. Vingt-sept nations se disputent les cinq places qualificatives (dont celle du pays hôte). Dans le groupe F, la France retrouve la République tchèque, l’Azerbaïdjan et le Kazakhstan. Les deux premiers de chaque groupe et les deux meilleurs troisièmes sont qualifiés pour les huitièmes de finale. Les quatre vainqueurs des quarts sont qualifiés pour le Mondial. Après un succès face au Kazakhstan (5-1), les joueurs d’Éric Cantona dominent l’Azerbaïdjan (10-8) puis les Tchèques (11-2), plus large victoire de l'année. En huitièmes de finale, ils sont battus par la Suisse (4-6). Avec cette défaite, les Bleus sont éliminés de la course à la qualification pour le Mondial,.
La finale de l'Euro Beach Soccer League est prévue à la fin du mois d'août. Lors de la phase de groupe, les Français commencent par une large victoire sur l'Angleterre (10-4). Avantagé par un jour de repos, les Bleus battent la Hongrie (7-2) et se donnent le droit de défendre leur place en Division A en finale contre la Turquie. Lors de cette finale de promotion, les Français ne mènent jamais au score et, malgré deux égalisations, les Turcs l'emportent (4-3). Au terme de la finale de promotion, la France est reléguée en Division B. 

## Matchs

### Calendrier
| Compétition                        | Lieu               | Date            | Adversaire  | Résultat    |
| ---------------------------------- | ------------------ | --------------- | ----------- | ----------- |
| Match amical                       | Le Tampon          | 13 mai 2010     | Réunion     | 8 – 5       |
| Pro BS Tour Tampon Festisable      | Le Tampon          | 14 mai 2010     | Madagascar  | 6 – 5 a. p. |
| Pro BS Tour Tampon Festisable      | Le Tampon          | 15 mai 2010     | Réunion     | 6 – 3       |
| Pro BS Tour Tampon Festisable      | Le Tampon          | 16 mai 2010     | Espagne     | 3 – 5       |
| Coupe d'Europe 2010                | Rome               | 4 juin 2010     | Russie      | 2 – 8       |
| Coupe d'Europe 2010                | Rome               | 5 juin 2010     | Pologne     | 5 – 7       |
| Coupe d'Europe 2010                | Rome               | 6 juin 2010     | Hongrie     | 7 – 5       |
| Championnat d'Europe étape 2       | Marseille          | 25 juin 2010    | Pologne     | 2 – 3       |
| Championnat d'Europe étape 2       | Marseille          | 26 juin 2010    | Espagne     | 4 – 5 a. p. |
| Championnat d'Europe étape 2       | Marseille          | 27 juin 2010    | Portugal    | 3 – 6       |
| Championnat d'Europe étape 3       | Lignano Sabbiadoro | 2 juillet 2010  | Suisse      | 1 – 5       |
| Championnat d'Europe étape 3       | Lignano Sabbiadoro | 3 juillet 2010  | Portugal    | 5 – 8       |
| Championnat d'Europe étape 3       | Lignano Sabbiadoro | 4 juillet 2010  | Italie      | 3 – 5       |
| Qualifications Coupe du monde 2011 | Bibione            | 11 juillet 2010 | Kazakhstan  | 5 – 1       |
| Qualifications Coupe du monde 2011 | Bibione            | 12 juillet 2010 | Azerbaïdjan | 10 – 8      |
| Qualifications Coupe du monde 2011 | Bibione            | 13 juillet 2010 | Tchéquie    | 11 – 2      |
| Qualifications Coupe du monde 2011 | Bibione            | 15 juillet 2010 | Suisse      | 4 – 6       |
| Championnat d'Europe superfinale   | Lisbonne           | 26 août 2010    | Angleterre  | 10 – 4      |
| Championnat d'Europe superfinale   | Lisbonne           | 28 août 2010    | Hongrie     | 7 – 2       |
| Championnat d'Europe superfinale   | Lisbonne           | 29 août 2010    | Turquie     | 3 – 4       |

### Feuilles de matchs
| Sélectionneur : |
| Joël Cantona    |

| Sélectionneur : |
| Joël Cantona    |

| Sélectionneur : |
| Joël Cantona    |

| Sélectionneur : |
| Joël Cantona    |

| Sélectionneur : |
| Joël Cantona    |

| Sélectionneur : |
| Joël Cantona    |

| Sélectionneur : |
| Joël Cantona    |

| Sélectionneur : |
| Joël Cantona    |

| EBS Cup 2010 - quart de finale | France | 2 – 8 | Russie |      |      |
| 4 juin 2010                    |        |       |        | Rome | Rome |

| EBS Cup 2010 - demi-finale de classement | Pologne | 7 – 5 | France |      |      |
| 5 juin 2010                              |         |       |        | Rome | Rome |

| EBS Cup 2010 - 7e place | France | 7 – 5 | Hongrie |      |      |
| 6 juin 2010             |        |       |         | Rome | Rome |

| Euro BS League - étape 2 | Pologne      | 3 – 2   | France |                            |                            |
| 25 juin 2010 19h00       |              |         | | plages du Prado, Marseille | plages du Prado, Marseille |
| 25 juin 2010 19h00       | Rapport (en) |         | | plages du Prado, Marseille | plages du Prado, Marseille |
| 25 juin 2010 19h00       |              | Équipes | Hamel , Maté - Balthazard, G. Basquaise, J. Basquaise, El Mahrouk, Fayos, François , A. Mendy, Ottavy, Zahm | plages du Prado, Marseille | plages du Prado, Marseille |

| Euro BS League - étape 2 | France | 4 – 5 a. p. | Espagne |                            |                            |
| 26 juin 2010 19h00       | |             |         | plages du Prado, Marseille | plages du Prado, Marseille |
| 26 juin 2010 19h00       | Rapport (en)                                                                                                |             |         | plages du Prado, Marseille | plages du Prado, Marseille |
| 26 juin 2010 19h00       | Hamel , Maté - Balthazard, G. Basquaise, J. Basquaise, El Mahrouk, Fayos, François , A. Mendy, Ottavy, Zahm | Équipes     |         | plages du Prado, Marseille | plages du Prado, Marseille |

| Euro BS League - étape 2 | France | 3 – 6   | Portugal |                            |                            |
| 27 juin 2010 19h00       | |         |          | plages du Prado, Marseille | plages du Prado, Marseille |
| 27 juin 2010 19h00       | Rapport (en)                                                                                                |         |          | plages du Prado, Marseille | plages du Prado, Marseille |
| 27 juin 2010 19h00       | Hamel , Maté - Balthazard, G. Basquaise, J. Basquaise, El Mahrouk, Fayos, François , A. Mendy, Ottavy, Zahm | Équipes |          | plages du Prado, Marseille | plages du Prado, Marseille |

| Euro BS League - étape 3 | Suisse       | 5 – 1 | France |                    |                    |
| 2 juillet 2010 16h45     |              |       |        | Lignano Sabbiadoro | Lignano Sabbiadoro |
| 2 juillet 2010 16h45     | Rapport (en) |       |        | Lignano Sabbiadoro | Lignano Sabbiadoro |

| Euro BS League - étape 3 | Portugal     | 8 – 5 | France |                    |                    |
| 3 juillet 2010 16h15     | Madjer       |       |        | Lignano Sabbiadoro | Lignano Sabbiadoro |
| 3 juillet 2010 16h15     | Rapport (en) |       |        | Lignano Sabbiadoro | Lignano Sabbiadoro |

| Euro BS League - étape 3 | France       | 3 – 5 | Italie              |                    |                    |
| 4 juillet 2010 17h30     |              |       | Pasquale Carotenuto | Lignano Sabbiadoro | Lignano Sabbiadoro |
| 4 juillet 2010 17h30     | Rapport (en) |       |                     | Lignano Sabbiadoro | Lignano Sabbiadoro |

| Qualifications Mondial 2011 - groupe | France | 5 – 1 | Kazakhstan |         |         |
| 11 juillet 2010                      |        |       |            | Bibione | Bibione |

| Qualifications Mondial 2011 - groupe | France | 10 – 8 | Azerbaïdjan |         |         |
| 12 juillet 2010                      |        |        |             | Bibione | Bibione |

| Qualifications Mondial 2011 - groupe | France                                                          | 11 – 2 | Tchéquie |         |         |
| 13 juillet 2010                      | Pagis · J. Basquaise · F. Mendy · Samoun · Sciortino · François |        |          | Bibione | Bibione |

| Qualifications Mondial 2011 - 8e de finale | Suisse | 4 – 6 | France                    |         |         |
| 15 juillet 2010                            |        |       | François · Ottavy · Pagis | Bibione | Bibione |

| Euro BS League - superfinale | France                                                                                               | 10 – 4  | Angleterre                         |                                |                                |
| 26 août 2010 14h30           | Basquaise · Pagis · Sciortino · François · Devaux · Samoun                                           |         | Funnell · Sprooles · Gould · Evans | Santa Maria de Belém, Lisbonne | Santa Maria de Belém, Lisbonne |
| 26 août 2010 14h30           | Rapport (en)                                                                                         |         |                                    | Santa Maria de Belém, Lisbonne | Santa Maria de Belém, Lisbonne |
| 26 août 2010 14h30           | Hamel , Ruiz , Agostini - J. Basquaise, Pagis, François, Devaux, A. Mendy, Ottavy, Samoun, Sciortino | Équipes |                                    | Santa Maria de Belém, Lisbonne | Santa Maria de Belém, Lisbonne |

| Euro BS League - superfinale | France                                                                                               | 7 – 2   | Hongrie |                                |                                |
| 28 août 2010 14h30           | Basquaise · Samoun · François · Pagis · Mendy                                                        |         | Fekete  | Santa Maria de Belém, Lisbonne | Santa Maria de Belém, Lisbonne |
| 28 août 2010 14h30           | Rapport (en)                                                                                         |         |         | Santa Maria de Belém, Lisbonne | Santa Maria de Belém, Lisbonne |
| 28 août 2010 14h30           | Hamel , Ruiz , Agostini - J. Basquaise, Pagis, François, Devaux, A. Mendy, Ottavy, Samoun, Sciortino | Équipes |         | Santa Maria de Belém, Lisbonne | Santa Maria de Belém, Lisbonne |

| Euro BS League - finale de promotion | France                                                                                               | 3 – 4   | Turquie                          |                                |                                |
| 29 août 2010 13h00                   | Pagis · Samoun · Basquaise                                                                           |         | Ayhan · Tamer · S. Ahmet · Kerem | Santa Maria de Belém, Lisbonne | Santa Maria de Belém, Lisbonne |
| 29 août 2010 13h00                   | Rapport (en)                                                                                         |         |                                  | Santa Maria de Belém, Lisbonne | Santa Maria de Belém, Lisbonne |
| 29 août 2010 13h00                   | Hamel , Ruiz , Agostini - J. Basquaise, Pagis, François, Devaux, A. Mendy, Ottavy, Samoun, Sciortino | Équipes |                                  | Santa Maria de Belém, Lisbonne | Santa Maria de Belém, Lisbonne |

## Bilan sportif

### Par adversaire
L'équipe de France de beach soccer joue vingt matches en 2010, contre quatorze adversaires différents (six affrontés à deux reprises). Elle connaît neuf fois la victoire, pour onze défaites dont deux après prolongation. Pour autant, sa différence de but générale est positive grâce à plusieurs larges succès. 
La France bat à deux reprises l'équipe de la Réunion et la Hongrie, mais s'incline deux fois contre l'Espagne, le Pologne, le Portugal et la Suisse. 
Le plus large succès est acquis face à la République tchèque (11-2) et la plus grosse défaite contre la Russie (2-8).
| Bilan sportif par adversaire | Bilan sportif par adversaire | Bilan sportif par adversaire | Bilan sportif par adversaire | Bilan sportif par adversaire | Bilan sportif par adversaire | Bilan sportif par adversaire |
| Adversaire                   | M                            | V                            | D                            | Bp                           | Bc                           | Diff                         |
| ---------------------------- | ---------------------------- | ---------------------------- | ---------------------------- | ---------------------------- | ---------------------------- | ---------------------------- |
| Réunion                      | 2                            | 2                            | -                            | 14                           | 8                            | +6                           |
| Madagascar                   | 1                            | 1                            | -                            | 6                            | 5                            | +1                           |
| Espagne                      | 2                            | -                            | 2                            | 7                            | 10                           | -3                           |
| Russie                       | 1                            | -                            | 1                            | 2                            | 8                            | -6                           |
| Pologne                      | 2                            | -                            | 2                            | 7                            | 10                           | -3                           |
| Hongrie                      | 2                            | 2                            | -                            | 14                           | 7                            | +7                           |
| Portugal                     | 2                            | -                            | 2                            | 8                            | 14                           | -6                           |
| Suisse                       | 2                            | -                            | 2                            | 5                            | 11                           | -6                           |
| Italie                       | 1                            | -                            | 1                            | 3                            | 5                            | -2                           |
| Kazakhstan                   | 1                            | 1                            | -                            | 5                            | 1                            | +4                           |
| Azerbaïdjan                  | 1                            | 1                            | -                            | 10                           | 8                            | +2                           |
| Tchéquie                     | 1                            | 1                            | -                            | 11                           | 2                            | +9                           |
| Angleterre                   | 1                            | 1                            | -                            | 10                           | 4                            | +6                           |
| Turquie                      | 1                            | -                            | 1                            | 3                            | 4                            | -1                           |
| Total                        | 20                           | 9                            | 11                           | 105                          | 89                           | +16                          |

### Par compétition
En vingt rencontres disputée l'équipe de France de beach soccer en joue presque la moitié dans le cadre de l'Euro Beach Soccer League. Les six premières lors d'étapes de Division A sont perdues, avant deux victoires en super-finale de promotion puis un septième revers lors de la finale. 
Les éliminatoires pour la Coupe du monde 2011 compte pour quatre matches et un bilan positif aussi bien en succès (trois) qu'en but (+13). Mais, sorti de la phase de groupe, les Bleus perdent dès la phase à élimination directe. 
À l'inverse, lors de l'Euro Beach Soccer Cup, en trois rencontres, les Tricolores perdent les deux premières avant de gagner le match de classement. 
| Bilan sportif par compétition      | Bilan sportif par compétition | Bilan sportif par compétition | Bilan sportif par compétition | Bilan sportif par compétition | Bilan sportif par compétition | Bilan sportif par compétition |
| Adversaire                         | M                             | V                             | D                             | Bp                            | Bc                            | Diff                          |
| ---------------------------------- | ----------------------------- | ----------------------------- | ----------------------------- | ----------------------------- | ----------------------------- | ----------------------------- |
| Match amical                       | 1                             | 1                             | -                             | 8                             | 5                             | +3                            |
| Pro BS Tour - Tampon Festisable    | 3                             | 2                             | 1                             | 15                            | 13                            | +2                            |
| Euro Beach Soccer Cup 2010         | 3                             | 1                             | 2                             | 14                            | 20                            | -6                            |
| Euro Beach Soccer League 2010      | 9                             | 2                             | 7                             | 38                            | 42                            | -4                            |
| Qualifications Coupe du monde 2011 | 4                             | 3                             | 1                             | 30                            | 17                            | +13                           |
| Total                              | 20                            | 9                             | 11                            | 105                           | 97                            | +8                            |

## Personnalités

### Encadrement technique
Éric Cantona est toujours sélectionneur. L'ex-international de beach soccer Laurent Castro est son adjoint. Jean-Louis Favaudon, chargé du développement du beach soccer à la Direction technique nationale de la FFF, débute aussi dans ce rôle d'entraîneur adjoint de la sélection.
Lors du tournoi Festisable de pré-saison, Joël Cantona entraîne l'équipe.
Au terme de cette saison, Éric Cantona quitte son poste de sélectionneur.
| Encadrement technique 2010 | Encadrement technique 2010 |
| Nom                        | Fonction                   |
| -------------------------- | -------------------------- |
| Alain Porcu                | chef de délégation         |
| Joël Cantona               | coordonnateur              |
| Éric Cantona               | entraîneur-sélectionneur   |
| Jean-Louis Favaudon        | entraîneur adjoint         |
| Laurent Castro             | entraîneur adjoint         |
| Éric Parola                | kinésithérapeute           |

### Joueurs
| N°  | Nom                    | Date de naissance | Club                     | En sélection depuis | Sél. | Buts | MJ | BM |
| --- | ---------------------- | ----------------- | ------------------------ | ------------------- | ---- | ---- | -- | -- |
|     | Thierry Agostini       |                   |                          |                     |      |      |    |    |
| 1   | Sébastien Hamel        | 20 novembre 1975  | Stade auxerrois          | 2010                |      |      |    |    |
| 16  | Sébastien Maté         | 19 septembre 1972 | UJS toulousains          | 2008                |      |      |    |    |
|     | Rémy Ruiz              | 6 décembre 1982   | Marseille XII            | 2006                |      |      |    |    |
|     | Lionel Balthazard      |                   | FC Saint-Pauloise        |                     |      |      |    |    |
| 9   | Giovanny Basquaise     |                   | JS saint-pierroise       | 2009                |      |      |    |    |
| 2-7 | Jérémy Basquaise       | 21 septembre 1985 | AS Marsouins             | 2006                |      |      |    |    |
| 4   | Jean-Christophe Devaux | 16 mai 1975       | Ain Sud Foot             | 2010                |      |      |    |    |
| 4   | Kamel El Mahrouk       | 3 août 1985       | AS lattoise              | 2010                |      |      |    |    |
| 5   | Anthony Fayos          | 28 octobre 1986   | AS lattoise              | 2010                |      |      |    |    |
| 8   | Stéphane François      | 11 avril 1976     | FC Martigues             | 2005                | 183  |      |    |    |
| 6-7 | Anthony Mendy          | 5 octobre 1983    | SS La Gauloise           | 2004                |      |      |    |    |
| 14  | Frédéric Mendy         | 29 novembre 1973  | retraité                 | 2009                |      |      |    |    |
| 3   | Thierry Ottavy         | 9 février 1972    | JS Ajaccio 5e Canton     | 2005                |      |      |    |    |
| 9   | Mickaël Pagis          | 17 août 1973      | Stade rennais / retraité | 2010                |      |      |    |    |
| 5   | Didier Samoun          | 29 août 1980      | UGA Ardziv               | 2002                |      |      |    |    |
| 14  | Noël Sciortino         | 25 décembre 1971  | Marseille Endoume        | 2005                |      |      |    |    |
|     | Julien Soares          | 22 octobre 1988   | CE Palavas               | 2010                |      |      |    |    |
|     | Michaël Zahm           |                   | UL Plantières Metz       |                     |      |      |    |    |

### Effectifs par rassemblement
| Nom                    | Festisable | EBS Cup | EBSL étape 2 | EBSL étape 3 | Qualif. CdM | EBSL finale | TT |
| ---------------------- | ---------- | ------- | ------------ | ------------ | ----------- | ----------- | -- |
| Thierry Agostini       |            |         |              |              |             | X           |    |
| Sébastien Hamel        | X          |         | X            |              | X           | X           |    |
| Sébastien Maté         | X          |         | X            |              |             |             |    |
| Rémy Ruiz              |            |         |              |              | X           | X           |    |
| Lionel Balthazard      |            |         | X            |              |             |             |    |
| Jérémy Basquaise       | X          |         | X            |              | X           | X           |    |
| Giovanny Basquaise     | X          |         | X            |              |             |             |    |
| Jean-Christophe Devaux |            |         |              |              | X           | X           |    |
| Jean-Marc Édouard      |            |         |              |              |             |             |    |
| Kamel El Mahrouk       | X          |         | X            |              |             |             |    |
| Anthony Fayos          | X          |         | X            |              | X           |             |    |
| Stéphane François      | X          |         | X            |              | X           | X           |    |
| Anthony Mendy          | X          |         | X            |              | X           | X           |    |
| Frédéric Mendy         |            |         |              |              | X           |             |    |
| Thierry Ottavy         | X          |         | X            |              | X           | X           |    |
| Mickaël Pagis          |            |         |              |              | X           | X           |    |
| Didier Samoun          |            |         |              |              | X           | X           |    |
| Noël Sciortino         | X          |         |              |              | X           | X           |    |
| Julien Soares          |            |         |              |              |             |             |    |
| Michaël Zahm           |            |         | X            |              |             |             |    |
| Nombre de joueurs      | 11         |         | 11           |              | 12          | 11          |    |

### Buteurs
Contre la République tchèque, pour le troisième et dernier match de poules du tournoi qualificatif pour le Mondial. L'ancien joueur de Ligue 1 Mickael Pagis a inscrit un but, de même que Jérémy Basquaise et Frédéric Mendy. Didier Samoun s'est offert un quadruplé, Noël Sciortino et Stéphane François un doublé chacun. En huitièmes de finale, la France est défaite la Suisse sur le score de 6-4, malgré des buts signés Stéphane François, Thierry Ottavy et un doublé de Mickaël Pagis.
| Nom                    |     |     |     |     |     |     |     |     |     |     |     |     |     |     |      |      |     |      |     |     | TT |
| ---------------------- | --- | --- | --- | --- | --- | --- | --- | --- | --- | --- | --- | --- | --- | --- | ---- | ---- | --- | ---- | --- | --- | -- |
| Giovanny Basquaise     |     | 1   |     |     |     |     |     |     |     |     |     |     |     |     |      |      |     |      |     |     | 1  |
| Jérémy Basquaise       |     | 2   | 3   |     |     |     |     |     |     |     |     |     |     |     |      | 1    |     | 1    | 2   | 1   | 10 |
| Jean-Christophe Devaux |     |     |     |     |     |     |     |     |     |     |     |     |     |     |      |      |     | 1    |     |     | 1  |
| Kamel El Mahrouk       |     |     | 1   |     |     |     |     |     |     |     |     |     |     |     |      |      |     |      |     |     | 1  |
| Anthony Fayos          |     | 1   |     |     |     |     |     |     |     |     |     |     |     |     |      |      |     |      |     |     | 1  |
| Stéphane François      |     |     | 1   | 1   |     |     |     |     |     |     |     |     |     |     |      | 2    | 1   | 1    | 1   |     | 7  |
| Anthony Mendy          |     | 1   | 1   | 1   |     |     |     |     |     |     |     |     |     |     |      |      |     |      | 1   |     | 4  |
| Frédéric Mendy         |     |     |     |     |     |     |     |     |     |     |     |     |     |     |      | 1    |     |      |     |     | 1  |
| Thierry Ottavy         |     | 1   |     | 1   |     |     |     |     |     |     |     |     |     |     |      |      | 1   |      |     |     | 1  |
| Mickaël Pagis          |     |     |     |     |     |     |     |     |     |     |     |     |     |     |      | 1    | 2   | 2    | 1   | 1   | 7  |
| Didier Samoun          |     |     |     |     |     |     |     |     |     |     |     |     |     |     |      | 4    |     | 1    | 2   | 1   | 8  |
| Noël Sciortino         |     |     |     |     |     |     |     |     |     |     |     |     |     |     |      | 2    |     | 4    |     |     | 6  |
| Résultats              | 8-5 | 6-5 | 6-3 | 3-5 | 2-8 | 5-7 | 7-5 | 2-3 | 4-5 | 3-6 | 1-5 | 5-8 | 3-5 | 5-1 | 10-8 | 11-2 | 4-6 | 10-4 | 7-2 | 3-4 |    |